# Nassarius turbineus
Nassarius turbineus is een slakkensoort uit de familie van de Nassariidae. De wetenschappelijke naam van de soort is voor het eerst geldig gepubliceerd in 1845 door Gould.